# Buhl (Familienname)
Buhl ist ein deutscher Familienname.
Namensherkunft: Alte Belege wie z. B.: 1559 uffem Buel erklären beim ersten Namen die Herleitung von Bühl = Hügel. Der zweite Name ist immer so zu erklären. Für Buhl gibt es allerdings noch eine zweite Erklärung. Das mittelhochdeutsch Wort buole – das unserm Verbum buhlen zugrunde liegt – bedeutete einst »naher Verwandter« und wurde auch zur vertraulichen Anrede unter den Geschlechtern verwendet: Freund, Geliebter. So ist also die Entstehung wie bei Familienname Freund und Vetter vor sich gegangen.

## Namensträger
- Barbara Buhl (Richterin) (1936–2025), deutsche Juristin und ehemalige Direktorin des Sozialgerichts Bremen
- Barbara Buhl (Programmleiterin) (* 1953), deutsche Germanistin und Sozialwissenschaftlerin, Programmleiterin beim WDR
- Bodo Buhl (1951–2010), deutscher Maler und Bildhauer
- Dieter Buhl (* 1935), deutscher Journalist
- Eugen von Buhl (1841–1910), deutscher Politiker und Winzer
- Fabian Buhl (* 1990), deutscher Bergsteiger
- Frants Buhl (1850–1932), dänischer Orientalist und Theologe
- Franz Anton Christoph Buhl (1779–1844), deutscher Politiker
- Franz Armand Buhl (1837–1896), deutscher Politiker (NLP) und Winzer
- Franz Eberhard von Buhl (1867–1921), deutscher Politiker (DVP) und Winzer
- Franz Peter Buhl (1809–1862),  deutscher Politiker und Winzer
- Frida Piper-von Buhl (1876–1952), deutsche Winzerin
- Friedrich Ludwig Buhl (1762–1843), deutscher Jurist und Politiker
- Hans Ulrich Buhl (* 1955), deutscher Wirtschaftswissenschaftler
- Heike M. Buhl (* 1967), deutsche Psychologin
- Heinrich Buhl (1848–1907), deutscher Rechtswissenschaftler
- Herbert Buhl (1901–1963), deutscher Politiker (SPD)
- Herbert Erich Buhl (1905–1948), deutscher Schriftsteller
- Hermann Buhl (1924–1957), österreichischer Bergsteiger und Schriftsteller
- Hermann Buhl (Leichtathlet) (1935–2014), deutscher Leichtathlet
- Immo Buhl (* 1942), deutsche Tänzerin, Choreographin und Tanzpädagogin
- Ingeborg Buhl (1890–1982), dänische Schriftstellerin, Übersetzerin und Kunsthistorikerin
- Ingeborg Buhl (Fechterin) (1880–1963), dänische Fechterin
- Jakob Ludwig Buhl (1821–1880), deutscher Maler, Kupferstecher, Radierer und Lithograf
- Johannes Buhl (1804–1882), deutscher Kaufmann, Turnpionier und Feuerwehrpionier
- Joseph Buhl (* 1948), deutscher Schriftsteller
- Karl Buhl (Politiker) (1884–1978), deutscher Verwaltungsjurist und Politiker
- Karl Buhl (Skilangläufer) (* 1940), deutscher Skilangläufer
- Karl Schmidt-Buhl (1855–1936), deutscher Lehrer, Schriftsteller und Politiker
- Karl-Theodor Buhl-Freiherr von und zu Guttenberg (* 1971), ehemaliger deutscher Politiker, bekannt als Karl-Theodor zu Guttenberg
- Kriemhild Buhl (* 1951), österreichische Schriftstellerin
- Ludwig Buhl (Schriftsteller) (1814–1882), deutscher Übersetzer und Journalist
- Ludwig von Buhl (1816–1880), deutscher Pathologe und Hochschullehrer
- Olaf Buhl (1953–2014), deutscher Fernsehjournalist und -moderator
- Otto von Buhl (1842–1921), deutscher Verwaltungsbeamter
- Paul Buhl (1881–nach 1934), deutscher Polizeibeamter
- Philipp Buhl (* 1989), deutscher Lasersegler
- Reinhold Johannes Buhl (1933–2021), deutscher Cellist
- Robbie Buhl (* 1963), US-amerikanischer Automobilrennfahrer
- Theodor Buhl (1936–2016), deutscher Schriftsteller
- Vilhelm Buhl (1881–1954), dänischer Jurist und Politiker
- Wolfgang Buhl (1925–2014), deutscher Journalist
- Zygmunt Buhl (1927–1978), polnischer Sprinter